# Ingrandes (Maine e Loira)
Ingrandes è un comune francese soppresso del dipartimento del Maine e Loira nella regione dei Paesi della Loira. Dal 1º gennaio 2016 si è fuso con il comune di Le Fresne-sur-Loire per formare il nuovo comune di Ingrandes-Le Fresne sur Loire, del quale è diventato una frazione.
Ingrandes sorge sulla riva destra della Loira e per questo in passato è stato chiamato anche Ingrandes sur Loire.

## Società

### Evoluzione demografica
Abitanti censiti